# Murs-et-Gélignieux
Murs-et-Gélignieux è un comune francese di 244 abitanti situato nel dipartimento dell'Ain della regione dell'Alvernia-Rodano-Alpi.

## Società

### Evoluzione demografica
Abitanti censiti